# Pièces en euro de l'Italie
Les pièces en euro de l'Italie sont les pièces de monnaie en euro frappées par l'Italie et mises en circulation par l'Istituto Poligrafico e Zecca dello Stato (IPZS) à Rome. L'euro a remplacé l'ancienne monnaie nationale, la lire italienne, le 1er janvier 1999 (entrée dans la zone euro) au taux de conversion de 1 euro = 1936,27 lires. Les pièces en euro italiennes ont cours légal dans la zone euro depuis le 1er janvier 2002.

## Pièces destinées à la circulation

### Face commune et spécifications techniques
Comme toutes les pièces en euro destinées à la circulation, les pièces italiennes répondent aux spécifications techniques communes et présentent un revers commun utilisé par tous pays de la zone euro. Celui-ci indique la valeur de la pièce. L'Italie utilise la deuxième version du revers depuis 2008.

### Faces nationales des pièces courantes
Les huit pièces italiennes ont toutes des dessins différents sur l'avers, sur le thème d'œuvres italiennes célèbres, toutes dessinées par un artiste différent. Les Italiens ont pu donner leur avis pour certains des sujets représentés lors de l'émission Domenica in sur la Rai, le 8 février 1998. Les téléspectateurs ont plébiscité le Colisée, la Vénus de Sandro Botticelli et Dante Alighieri, alors que le ministre du Trésor, Carlo Azeglio Ciampi a annoncé avoir choisi l'Homme de Vitruve de Léonard de Vinci pour la pièce de 1 euro. Les autres sujets ont été choisis par un comité technique et artistique.
Finalement, les pièces italiennes représentent :
- pièce de 1 centime : Le château Castel del Monte, à Andria. En bas, la mention du pays émetteur représenté par les lettres R et I (pour Repubblica italiana) superposées. En haut, le millésime. Le tout est entouré des 12 étoiles du drapeau européen. Le gravure a été réalisé par Eugenio Driutti.
- pièce de 2 centimes : La Mole Antonelliana, à Turin. À gauche, la mention du pays émetteur représenté par les lettres R et I superposées. À droite, le millésime. Le tout est entouré des 12 étoiles du drapeau européen. La gravure a été réalisée par Luciana De Simoni.
- pièce de 5 centimes : Une vue des ruines du Colisée, à Rome. À droite, la mention du pays émetteur représenté par les lettres R et I superposées. En bas, le millésime. Le tout est entouré des 12 étoiles du drapeau européen. La gravure a été réalisée par Ettore Lorenzo Frapiccini.
- pièce de 10 centimes : Le visage de Vénus, la déesse romaine de l'amour, la séduction et la beauté, extrait du tableau La Naissance de Vénus de Sandro Botticelli. À gauche, la mention du pays émetteur représenté par les lettres R et I superposées, en dessous du millésime. Le tout est entouré des 12 étoiles du drapeau européen. La gravure a été réalisée par Claudia Momoni.
- pièce de 20 centimes : La sculpture futuriste L'Homme en mouvement de l'artiste Umberto Boccioni. À gauche, la mention du pays émetteur représenté par les lettres R et I superposées. À droite, le millésime. Le tout est entouré des 12 étoiles du drapeau européen. La gravure a été réalisée par Maria Angela Cassol.
- pièce de 50 centimes : La statue équestre de l'Empereur romain Marc Aurèle, sur le pavement la place du Capitole, dessiné par Michel-Ange, à Rome. En haut, à droite, la mention du pays émetteur représenté par les lettres R et I superposées. En bas, le millésime. Le tout est entouré des 12 étoiles du drapeau européen. La gravure a été réalisée par Roberto Mauri.
- pièce de 1 euro : L'Homme de Vitruve, dessiné par Léonard de Vinci, vers 1492, montrant les proportions du corps humains à l'aide de la représentation de deux hommes nus l'un derrière l'autre dans un carré (débordant sur l'anneau extérieur) et dans un cercle (la limite entre le cœur de la pièce et l'anneau). Tous les deux écartent plus ou moins fortement les bras. L'homme de derrière écarte également les jambes. Au-dessus du carré, la mention du pays émetteur représenté par les lettres R et I superposées. À droite, le millésime. Le tout est entouré des 12 étoiles du drapeau européen, sur l'anneau extérieur. La gravure a été réalisée par Laura Cretara.
- pièce de 2 euros : L'effigie de l'homme de lettres et homme politique florentin Dante Alighieri, d'après Raphaël, extrait de la fresque La Dispute du Saint-Sacrement[5]. À gauche, la mention du pays émetteur représenté par les lettres R et I superposées, avec juste en dessous le millésime. Le tout est entouré des 12 étoiles du drapeau européen, sur l'anneau extérieur. La gravure a été réalisée par Maria Carmela Colaneri.

Le premier millésime indiqué est 2002, date de la mise en circulation des pièces.
La description des faces nationales de l'Italie et des 14 autres pays ayant adopté l'euro fiduciaire en 2002 a été publiée dans le Journal officiel de l'Union européenne, le 28 décembre 2001.
| 1 centime                                          | 2 centimes                                  | 5 centimes |
| -------------------------------------------------- | ------------------------------------------- | --- |
|                                                    |                                             | |
| Le Castel del Monte à Andria.                      | La Mole Antonelliana à Turin.               | Le Colisée à Rome. |
| 10 centimes                                        | 20 centimes                                 | 50 centimes |
|                                                    |                                             | |
| Un détail de La Naissance de Vénus par Botticelli. | L'Homme en mouvement par Umberto Boccioni.  | La statue équestre de Marc Aurèle sur la Place du Capitole à Rome. |
| 1 euro                                             | 2 euros                                     | Gravure sur la tranche (2 euros) |
|                                                    |                                             | |
| L'Homme de Vitruve de Léonard de Vinci.            | Le portrait de Dante Alighieri par Raphaël. | Sur la tranche figure le chiffre 2 alternativement positionné vers le haut ou vers le bas et alterné six fois avec l'étoile alternativement placée pointe en haut ou pointe en bas pour un total de douze symboles. |

### Pièces commémoratives de 2 euros
L'Italie émet chaque année au moins une pièce commémorative de 2 € depuis 2004.

#### De 2004 à 2009
| 2004                                              | |                       |
| 50e anniversaire du Programme alimentaire mondial | |                       |
|                                                   | À l'avant-plan figure le globe terrestre, incliné vers la droite et portant l'inscription WORLD FOOD PROGRAMME, d'où émergent un épi de blé, un épi de maïs et un épi de riz, représentant les sources d'alimentation de base dans le monde. À droite du globe, un I est superposé à un R, désignant la Repubblica Italiana. Sous le globe apparaît le millésime 2004. L'anneau externe de la pièce comporte les douze étoiles du drapeau européen, réparties en 3 blocs de 4 étoiles. |                       |
| Graveur : Uliana Pernazza                         | \| Gravure sur la tranche : \| Date : \| Tirage : \| \| \| 13 décembre 2004[8] \| 16 millions de pièces \| |                       |
| Gravure sur la tranche :                          | Date : | Tirage :              |
|                                                   | 13 décembre 2004 | 16 millions de pièces |

| 2005                                                       | |                       |
| 1er anniversaire de la signature du Traité de Rome de 2004 | |                       |
|                                                            | Une représentation d'Europa et du taureau. Europa tient une plume et le texte de la Constitution européenne. Le millésime figure en haut à droite de l'illustration, au-dessus de la tête du taureau. Dans la partie inférieure de l'illustration apparaît le monogramme de la République italienne, RI. Les termes COSTITUZIONE EUROPEA forme un demi-cercle dans la partie inférieure de l'anneau externe. Les douze étoiles du drapeau européen ornent la partie supérieure de l'anneau externe. |                       |
| Graveur : Maria Carmela Colaneri                           | \| Gravure sur la tranche : \| Date : \| Tirage : \| \| \| 19 octobre 2005[8] \| 18 millions de pièces \| |                       |
| Gravure sur la tranche :                                   | Date : | Tirage :              |
|                                                            | 19 octobre 2005 | 18 millions de pièces |

| 2006                                          | |                       |
| XXes Jeux olympiques d'hiver de Turin de 2006 | |                       |
|                                               | Le premier plan représente un skieur en action s'inscrivant dans un arrière-plan d'éléments graphiques stylisés : en haut à gauche le monogramme de la République italienne RI, avec en dessous la lettre R et une reproduction de la Mole Antonelliana, bâtiment emblématique de Turin sous lequel on peut lire l'inscription TORINO (Turin). En haut à droite, les mots GIOCHI INVERNALI (Jeux d'hiver) ; à droite du skieur, le millésime 2006 écrit verticalement. L'anneau externe de la pièce comporte les douze étoiles du drapeau européen. |                       |
| Graveur : Maria Carmela Colaneri              | \| Gravure sur la tranche : \| Date : \| Tirage : \| \| \| 10 Février 2006[8] \| 40 millions de pièces \| |                       |
| Gravure sur la tranche :                      | Date : | Tirage :              |
|                                               | 10 Février 2006 | 40 millions de pièces |

| 2007                               | |                      |
| 50e anniversaire du traité de Rome | |                      |
|                                    | Tous les pays de la zone euro, dont l'Italie, ont émis le 25 mars 2007 une pièce commémorative de 2 € pour célébrer le 50e anniversaire du traité de Rome. Le centre de la pièce représente le traité signé par les six États membres fondateurs devant un arrière-plan évoquant le dallage, dessiné par Michel-Ange, de la place du Capitole, à Rome, où le traité a été signé le 25 mars 1957. Le mot EUROPA (Europe) figure au-dessus du livre. La légende TRATTATI DI ROMA (Traité de Rome) et 50o ANNIVERSARIO (50e anniversaire) est inscrite au-dessus du dessin. Le millésime 2007 et le nom du pays émetteur REPUBBLICA ITALIANA sont inscrits sous le dessin. L'anneau externe de la pièce comporte les douze étoiles du drapeau européen. |                      |
| Graveur :                          | \| Gravure sur la tranche : \| Date : \| Tirage : \| \| \| 25 mars 2007[8] \| 5 millions de pièces \| |                      |
| Gravure sur la tranche :           | Date : | Tirage :             |
|                                    | 25 mars 2007 | 5 millions de pièces |

| 2008                                                                 | |                      |
| 60e anniversaire de la Déclaration universelle des droits de l'homme | |                      |
|                                                                      | La représentation d'un homme et d'une femme avec les symboles du droit à la paix, à l'alimentation, au travail et à la liberté représentés par le rameau d'olivier, l'épi de blé, la roue dentée et le fil de fer barbelé et les anneaux de chaîne brisés par le chiffre 60. Au centre, les initiales RI du pays émetteur ; à gauche le millésime 2008 . En bas, un cartouche avec l'inscription DIRITTI UMANI (Droits de l'homme). L'anneau externe de la pièce comporte les douze étoiles du drapeau européen. |                      |
| Graveur : Maria Carmela Colaneri                                     | \| Gravure sur la tranche : \| Date : \| Tirage : \| \| \| 10 décembre 2008[8] \| 5 millions de pièces \| |                      |
| Gravure sur la tranche :                                             | Date : | Tirage :             |
|                                                                      | 10 décembre 2008 | 5 millions de pièces |

| 2009                                                | |                        |
| 10e anniversaire de l'Union économique et monétaire | |                        |
|                                                     | Tous les pays de la zone euro ont émis le 1er janvier une pièce commémorative de 2 € pour célébrer le 10e anniversaire de l'Union économique et monétaire. Le centre de la pièce illustre une silhouette humaine stylisée dont le bras gauche est prolongé par le symbole de l'euro. Le nom du pays émetteur REPUBBLICA ITALIANA apparaît dans la partie supérieure, tandis que l'indication 1999-2009 et l'acronyme UEM (pour Unione economica e monetaria, Union économique et monétaire) apparaissent dans la partie inférieure. L'anneau externe de la pièce représente les douze étoiles du drapeau européen. |                        |
| Graveur : Geórgios Stamatópoulos                    | \| Gravure sur la tranche : \| Date : \| Tirage : \| \| \| 2 janvier 2009[8] \| 2,5 millions de pièces \| |                        |
| Gravure sur la tranche :                            | Date : | Tirage :               |
|                                                     | 2 janvier 2009 | 2,5 millions de pièces |

| 2009                                                                    | |                      |
| 200e anniversaire de la naissance de l'inventeur français Louis Braille | |                      |
|                                                                         | Une main pratiquant la lecture tactile d'un livre ouvert. Au-dessus de l'index, qui pointe l'inscription verticale LOUIS BRAILLE 1809-2009, deux oiseaux symbolisent la liberté du savoir. L'indication du pays émetteur RI (pour Repubblica Italiana) figure en haut à droite. Sous le livre, le nom de Braille est écrit dans l'alphabet dont il est l'inventeur. L'anneau externe de la pièce comporte les douze étoiles du drapeau européen. |                      |
| Graveur : Maria Carmela Colaneri                                        | \| Gravure sur la tranche : \| Date : \| Tirage : \| \| \| Octobre 2009 \| 2 millions de pièces \| |                      |
| Gravure sur la tranche :                                                | Date : | Tirage :             |
|                                                                         | Octobre 2009 | 2 millions de pièces |

#### De 2010 à 2019
| 2010                                                                                          | |                      |
| 200e anniversaire de la naissance de l'homme politique italien Camillo Benso, comte de Cavour | |                      |
|                                                                                               | L'effigie du comte de Cavour avec, à sa gauche, l'inscription verticale CAVOUR. L'indication du pays émetteur RI (pour Repubblica Italiana) figure à gauche et les années 1810 (année de sa naissance) et 2010 (millésime), à droite. L'anneau externe de la pièce comporte les douze étoiles du drapeau européen. |                      |
| Graveur : Claudia Momoni                                                                      | \| Gravure sur la tranche : \| Date : \| Tirage : \| \| \| 15 mai 2010 \| 4 millions de pièces \| |                      |
| Gravure sur la tranche :                                                                      | Date : | Tirage :             |
|                                                                                               | 15 mai 2010 | 4 millions de pièces |

| 2011                                         | |                       |
| 150e anniversaire de l'unification italienne | |                       |
|                                              | Le logo du 150e anniversaire de l'unification de l'Italie composé de trois drapeaux italiens qui flottent pour illustrer les trois derniers jubilés (1911, 1961 et 2011). En haut apparaît l'inscription 150o DELL’UNITA’ D’ITALIA (150e anniversaire de l'unification de l'Italie). À droite, les initiales du pays émetteur RI (pour Repubblica Italiana). En bas, les années 1861 › 2011 › › . L'anneau externe de la pièce comporte les douze étoiles du drapeau européen. |                       |
| Graveur : Ettore Lorenzo Frapiccini          | \| Gravure sur la tranche : \| Date : \| Tirage : \| \| \| 22 avril 2011 \| 10 millions de pièces \| |                       |
| Gravure sur la tranche :                     | Date : | Tirage :              |
|                                              | 22 avril 2011 | 10 millions de pièces |

| 2012                                                                         | |                       |
| 10e anniversaire de la mise en circulation des billets et des pièces en euro | |                       |
|                                                                              | Le dessin au centre de la pièce symbolise la place acquise en dix ans par l'euro, qui est désormais un acteur mondial à part entière, et son importance dans la vie quotidienne, différents aspects étant décrits : les citoyens (représentés par une famille de quatre personnes), le commerce (le bateau), l'industrie (l'usine) et l'énergie (les éoliennes). Le nom du pays émetteur REPUBBLICA ITALIANA est apposé en haut de la pièce. L'anneau externe de la pièce comporte les douze étoiles du drapeau européen. |                       |
| Graveur : Helmut Andexlinger                                                 | \| Gravure sur la tranche : \| Date : \| Tirage : \| \| \| 2 janvier 2012[8] \| 15 millions de pièces \| |                       |
| Gravure sur la tranche :                                                     | Date : | Tirage :              |
|                                                                              | 2 janvier 2012 | 15 millions de pièces |

| 2012                                                           | |                       |
| 100e anniversaire de la mort du poète italien Giovanni Pascoli | |                       |
|                                                                | L'effigie de Giovanni Pascoli, la tête légèrement tournée vers la droite, au-dessus de son nom G. PASCOLI. À sa gauche, l'année de sa mort 1912. À sa droite, le millésime 2012 et les initiales du pays émetteur RI (pour Repubblica Italiana). L'anneau extérieur de la pièce représente les douze étoiles du drapeau européen. |                       |
| Graveur : Maria Carmela Colaneri                               | \| Gravure sur la tranche : \| Date : \| Tirage : \| \| \| 23 avril 2012[8] \| 15 millions de pièces \| |                       |
| Gravure sur la tranche :                                       | Date : | Tirage :              |
|                                                                | 23 avril 2012 | 15 millions de pièces |

| 2013                                                                    | |                       |
| 200e anniversaire de la naissance du compositeur italien Giuseppe Verdi | |                       |
|                                                                         | L'effigie de Giuseppe Verdi entouré des années 1813 et 2013 et au-dessus de son nom G. VERDI. À gauche, les initiales du pays émetteur RI (pour Repubblica Italiana). L'anneau externe de la pièce comporte les douze étoiles du drapeau européen. |                       |
| Graveur : Maria Carmela Colaneri                                        | \| Gravure sur la tranche : \| Date : \| Tirage : \| \| \| 20 Mai 2013[8] \| 10 millions de pièces \| |                       |
| Gravure sur la tranche :                                                | Date : | Tirage :              |
|                                                                         | 20 Mai 2013 | 10 millions de pièces |

| 2013                                                                                    | |                       |
| 700e anniversaire de la naissance de l'écrivain italien Giovanni Boccaccio, dit Boccace | |                       |
|                                                                                         | L'effigie de Boccace, d'après Andrea del Castagno. En bas, son nom BOCCACIO et les années 1313 et 2013. À droite, les initiales du pays émetteur RI (pour Repubblica Italiana). L'anneau externe de la pièce comporte les douze étoiles du drapeau européen. |                       |
| Graveur : Roberto Mauri                                                                 | \| Gravure sur la tranche : \| Date : \| Tirage : \| \| \| 25 Juillet 2013[8] \| 10 millions de pièces \| |                       |
| Gravure sur la tranche :                                                                | Date : | Tirage :              |
|                                                                                         | 25 Juillet 2013 | 10 millions de pièces |

| 2014                              | |                        |
| 200e anniversaire des Carabinieri | |                        |
|                                   | Deux carabinieri marchant tête baissée vers la gauche, d'après la sculpture d'Antonio Berti, Pattuglia di Carabinieri nella tormenta de 1973. En bas, la légende CARABINIERI. De chaque côté du dessin, les années 1814 et 2014. Au-dessus du millésime, les initiales du pays émetteur RI (pour Repubblica Italiana). L'anneau externe de la pièce comporte les douze étoiles du drapeau européen. |                        |
| Graveur : Luciana De Simoni       | \| Gravure sur la tranche : \| Date : \| Tirage : \| \| \| 27 juin 2014[8] \| 6,5 millions de pièces \| |                        |
| Gravure sur la tranche :          | Date : | Tirage :               |
|                                   | 27 juin 2014 | 6,5 millions de pièces |

| 2014                                                        | |                        |
| 450e anniversaire de la naissance du savant italien Galilée | |                        |
|                                                             | L'effigie de Galilée, d'après Justus Sustermans, accompagné, à droite, d'une de ses inventions, la lunette astronomique. En haut, son nom GALILEO GALILEI. En bas, les années 1564 et 2014, séparée par une étoile à 5 branches. À gauche, les initiales du pays émetteur RI (pour Repubblica Italiana). L'anneau externe de la pièce comporte les douze étoiles du drapeau européen. |                        |
| Graveur : Claudia Momoni                                    | \| Gravure sur la tranche : \| Date : \| Tirage : \| \| \| 21 novembre 2014[8] \| 6,5 millions de pièces \| |                        |
| Gravure sur la tranche :                                    | Date : | Tirage :               |
|                                                             | 21 novembre 2014 | 6,5 millions de pièces |

| 2015                                   | |                        |
| Exposition universelle de 2015 à Milan | |                        |
|                                        | Pour symboliser la fertilité de la Terre, une graine en train de germer, une vigne, un épi de blé, un rameau d'olivier et un tronc d'arbre sont apposés sur arc de cercle représentant la Terre. Sous l'arc de cercle, le logo de l'Exposition, superposant le mot EXPO et l'année 2015 et en plus petit MILANO 2015. En haut, la légende NUTRIRE IL PIANETA (Nourrir la planète). À droite de l'épi, le monogramme du pays émetteur RI (pour Repubblica italiana). L'anneau externe de la pièce comporte les douze étoiles du drapeau européen. |                        |
| Graveur : Maria Grazia Urbani          | \| Gravure sur la tranche : \| Date : \| Tirage : \| \| \| 22 juillet 2015[8] \| 3,5 millions de pièces \| |                        |
| Gravure sur la tranche :               | Date : | Tirage :               |
|                                        | 22 juillet 2015 | 3,5 millions de pièces |

| 2015                                                                      | |                        |
| 750e anniversaire de la naissance de l'écrivain florentin Dante Alighieri | |                        |
|                                                                           | Dante Alighieri tenant dans sa main gauche un exemplaire de la Divine Comédie devant le mont du purgatoire d'après la peinture de Domenico di Michelino, Dante con in mano la Divina Commedia, exposée dans la cathédrale Santa Maria del Fiore, à Florence. En haut, à gauche, le nom de l'homme de lettres DANTE ALIGHIERI. En bas, l'année de naissance de Dante Alighieri 1265 et le millésime 2015. Entre le sommet du mont et la tête, les initiales du pays émetteur RI (pour Repubblica italiana). L'anneau externe de la pièce comporte les douze étoiles du drapeau européen. |                        |
| Graveur : Silvia Petrassi                                                 | \| Gravure sur la tranche : \| Date : \| Tirage : \| \| \| 22 Juillet 2015[8] \| 3,5 millions de pièces \| |                        |
| Gravure sur la tranche :                                                  | Date : | Tirage :               |
|                                                                           | 22 Juillet 2015 | 3,5 millions de pièces |

| 2015                                                  | |                     |
| 30e anniversaire du drapeau européen, pièce italienne | |                     |
|                                                       | Le drapeau européen dessiné grossièrement, entouré par douze bonshommes stylisés. En haut à droite, le nom du pays émetteur REPUBBLICA ITALIANA suivi des années 1985-2015. L'anneau externe de la pièce comporte les douze étoiles du drapeau européen. |                     |
| Graveur : Geórgios Stamatópoulos                      | \| Gravure sur la tranche : \| Date : \| Tirage : \| \| \| Novembre 2015 \| 1 million de pièces \| |                     |
| Gravure sur la tranche :                              | Date : | Tirage :            |
|                                                       | Novembre 2015 | 1 million de pièces |

| 2016 | |                       |
| 550e anniversaire de la mort du sculpteur italien Donato di Niccolò di Betto Bardi, dit Donatello, le 13 décembre 1466 à Florence | |                       |
| | Représentation de la tête du David de Donatello, portant un chapeau et tournée vers la droite. Derrière sa nuque les initiales superposées du pays émetteur RI (pour Repubblica Italiana), au-dessus des années 1466 et 2016. En bas, le nom du sculpteur DONATELLO. L'anneau externe de la pièce comporte les douze étoiles du drapeau européen. |                       |
| Graveur : Claudia Momoni | \| Gravure sur la tranche : \| Date : \| Tirage : \| \| \| Mars 2016[8] \| 1,5 million de pièces \| |                       |
| Gravure sur la tranche : | Date : | Tirage :              |
| | Mars 2016 | 1,5 million de pièces |

| 2016                                                                            | |                       |
| 2200e anniversaire de la mort de l'auteur latin Plaute, en 184 av. J.-C. à Rome | |                       |
|                                                                                 | Représentation de deux masques de théâtre symbolisant une jeune femme et un esclave, extrait de la Mosaïque des Masques de théâtre, œuvre du IIe siècle av. J.-C. À l'arrière plan, le plan d'un théâtre romain, avec, au centre, les initiales superposées du pays émetteur RI (pour Repubblica Italiana). Sous le masque de la jeune femme, l'année 184 A.C.. Sous le masque de l'esclave, le millésime 2016. En bas, le nom de l'auteur latin PLAUTO. L'anneau externe de la pièce comporte les douze étoiles du drapeau européen. |                       |
| Graveur : Luciana De Simoni                                                     | \| Gravure sur la tranche : \| Date : \| Tirage : \| \| \| Mars 2016[8] \| 1,5 million de pièces \| |                       |
| Gravure sur la tranche :                                                        | Date : | Tirage :              |
|                                                                                 | Mars 2016 | 1,5 million de pièces |

| 2017                                                                                | |                       |
| 400e anniversaire de la fin de la construction de la Basilique Saint-Marc à Venise, | |                       |
|                                                                                     | Façade de la Basilique Saint-Marc de Venise. En haut, le nom de la ville VENEZIA (Venise). En bas, le nom de la basilique SAN MARCO (Saint-Marc) en dessous des initiales superposées du pays émetteur RI (pour Repubblica Italiana) entourées des années 1617 et 2017. L'anneau externe de la pièce comporte les douze étoiles du drapeau européen. |                       |
| Graveur : Luciana De Simoni                                                         | \| Gravure sur la tranche : \| Date : \| Tirage : \| \| \| 22 mars 2017[8] \| 1,5 million de pièces \| |                       |
| Gravure sur la tranche :                                                            | Date : | Tirage :              |
|                                                                                     | 22 mars 2017 | 1,5 million de pièces |

| 2017                                                                          | |                       |
| 2000e anniversaire de la mort de l'historien romain Tite-Live en 17 à Padoue, | |                       |
|                                                                               | Buste de Tite-Live, d'après Lorenzo Larese Moretti entouré, à gauche, des initiales superposées du pays émetteur RI (pour Repubblica Italiana) et, à droite, en deux lignes, des années 17 et 2017. En bas, le nom de l'historien TITO·LIVIO complétant un cercle de points. L'anneau externe de la pièce comporte les douze étoiles du drapeau européen. |                       |
| Graveur : Claudia Momoni                                                      | \| Gravure sur la tranche : \| Date : \| Tirage : \| \| \| 23 juin 2017[8] \| 1,5 million de pièces \| |                       |
| Gravure sur la tranche :                                                      | Date : | Tirage :              |
|                                                                               | 23 juin 2017 | 1,5 million de pièces |

| 2018                                                                                           | |                      |
| 70e anniversaire de l'entrée en vigueur de la Constitution de la République italienne, en 1948 | |                      |
|                                                                                                | Signature de la Constitution montrant Enrico De Nicola, Président de la République à titre provisoire, assis au bureau, entouré, à gauche d'Alcide De Gasperi, Président du Conseil et, à droite, de Umberto Terracini, Président de l'Assemblée constituante de la République italienne. En haut, la légende COSTITUZIONE (Constitution), au-dessus des initiales superposées du pays émetteur RI (pour Repubblica Italiana). En bas, la légende CON SICURA COSCIENZA (en bonne conscience) et les années 1948·2018. L'anneau externe de la pièce comporte les douze étoiles du drapeau européen. |                      |
| Graveur : Uliana Pernazza                                                                      | \| Gravure sur la tranche : \| Date : \| Tirage : \| \| \| 2 Janvier 2018[8] \| 4 millions de pièces \| |                      |
| Gravure sur la tranche :                                                                       | Date : | Tirage :             |
|                                                                                                | 2 Janvier 2018 | 4 millions de pièces |

| 2018                                                                       | |                      |
| 60e anniversaire de la création du Ministère italien de la Santé, en 1958, | |                      |
|                                                                            | Allégorie de la santé représenté par un visage féminin accompagné, à droite, d'un poisson, d'un épi de blé, un caducée et une représentation de l'ADN. À gauche, les initiales superposées du pays émetteur RI (pour Repubblica Italiana). En haut, la légende MINISTERO DELLA SALUTE 1958-2018 (Ministère de la Santé 1958-2018). L'anneau externe de la pièce comporte les douze étoiles du drapeau européen. |                      |
| Graveur : Silvia Petrassi                                                  | \| Gravure sur la tranche : \| Date : \| Tirage : \| \| \| 4 Mai 2018[8] \| 3 millions de pièces \| |                      |
| Gravure sur la tranche :                                                   | Date : | Tirage :             |
|                                                                            | 4 Mai 2018 | 3 millions de pièces |

| 2019 | |                      |
| 500e anniversaire de la mort de l'artiste et scientifique toscan Léonard de Vinci, le 2 mai 1519 à Amboise, en France | |                      |
| | Détail du tableau La Dame à l'hermine de Léonard de Vinci montrant le visage d'une femme. À sa gauche, le prénom de l'artiste en italien LEONARDO et les initiales superposées du pays émetteur RI (pour Repubblica Italiana). En bas, à droite, l'année de mort de Léonard de Vinci 1519 au-dessus du millésime 2019. L'anneau externe de la pièce comporte les douze étoiles du drapeau européen. |                      |
| Graveur : Maria Angela Cassol                                                                                         | \| Gravure sur la tranche : \| Date : \| Tirage : \| \| \| Janvier 2019 \| 3 millions de pièces \| |                      |
| Gravure sur la tranche :                                                                                              | Date : | Tirage :             |
| | Janvier 2019 | 3 millions de pièces |

#### Depuis 2020
| 2020 | |                      |
| 150e anniversaire de la naissance de la pédagogue et médecin italienne Maria Montessori, le 31 août 1870 à Chiaravalle, | |                      |
| | Dans un carré, l'effigie de face de Maria Montessori accompagné de trois éléments didactiques illustrant sa méthodologie éducative : un triangle dans un cercle, un triangle formé de trois triangles et un cube. Le long du bord gauche du carré, à l'intérieur, son prénom MARIA. Le long du bord inférieur, à l'intérieur, son nom MONTESSORI et, à l'extérieur, le millésime 2020. Coupant le côté droit du carré, la mention abrégée du pays émetteur RI (pour Repubblica Italiana). En haut l'année de naissance de la pédagogue 1870. L'anneau externe de la pièce comporte les douze étoiles du drapeau européen. |                      |
| Graveur : Luciana De Simoni                                                                                             | \| Gravure sur la tranche : \| Date : \| Tirage : \| \| \| Juin 2020 \| 3 millions de pièces \| |                      |
| Gravure sur la tranche :                                                                                                | Date : | Tirage :             |
| | Juin 2020 | 3 millions de pièces |

| 2020                                  | |                      |
| Corpo nazionale dei vigili del fuoco, | |                      |
|                                       | Logo du Corpo nazionale dei vigili del fuoco (les pompiers) composé d'une flamme, d'un bouclier et de deux hâches croisées, entouré de la légende CORPO NAZIONALE DEI VIGILI DEL FUOCO (Corps national des brigades du feu). À gauche, la mention abrégée du pays émetteur RI (pour Repubblica Italiana). À droite, le millésime 2020. L'anneau externe de la pièce comporte les douze étoiles du drapeau européen. |                      |
| Graveur : Luciana De Simoni           | \| Gravure sur la tranche : \| Date : \| Tirage : \| \| \| Janvier 2020 \| 3 millions de pièces \| |                      |
| Gravure sur la tranche :              | Date : | Tirage :             |
|                                       | Janvier 2020 | 3 millions de pièces |

| 2021                                                                          | |                  |
| 150e anniversaire de la proclamation de Rome en tant que capitale de l’Italie | |                  |
|                                                                               | Portrait en buste de la Dea Roma, d'après une sculpture d’Angelo Zanelli située au Monument à Victor-Emmanuel II. La légende ROMA CAPITALE • 1871 • 2021• (Rome capitale • 1871 • 2021•) apparaît en arc de cercle dans la partie supérieure, les dates correspondent respectivement à l’année de la proclamation de Rome en tant que capitale de l’Italie, et à celle de l’émission de la pièce. À gauche, les lettres entrelacées RI, monogramme de la République italienne. L’anneau extérieur de la pièce comporte les douze étoiles du drapeau européen. |                  |
| Graveur : Uliana Pernazza                                                     | \| Gravure sur la tranche : \| Date : \| Tirage : \| \| \| Juin 2021 \| 3 000 000 pièces \| |                  |
| Gravure sur la tranche :                                                      | Date : | Tirage :         |
|                                                                               | Juin 2021 | 3 000 000 pièces |

| 2021                               | |                  |
| Remerciement au personnel de santé | |                  |
|                                    | Un homme et une femme en plan américain, portant un masque médical. L'homme porte un dossier médical, la femme un stéthoscope, à l’image des personnels médicaux qui sont en première ligne dans la lutte contre la pandémie de Covid-19. Dans la partie supérieure, figure en arc de cercle le mot GRAZIE (merci), suivi d’un cœur à droite. Une croix médicale apparaît à gauche. Les lettres entrelacées RI, monogramme de la République italienne figurent entre les deux personnes. En bas, le millésime 2021. L’anneau extérieur de la pièce comporte les douze étoiles du drapeau européen. |                  |
| Graveur : Claudia Momoni           | \| Gravure sur la tranche : \| Date : \| Tirage : \| \| \| Juillet 2021 \| 2 979 500 pièces \| |                  |
| Gravure sur la tranche :           | Date : | Tirage :         |
|                                    | Juillet 2021 | 2 979 500 pièces |

| 2022                                                                       | |                  |
| 170e anniversaire de la création de la police nationale italienne, en 1852 | |                  |
|                                                                            | Dessin représentant une policière et un policier en tenue, devant un véhicule de police. Au-dessus, l’inscription en arc de cercle POLIZIA DI STATO (Police d'État); à droite, le monogramme RI, acronyme de la République italienne. Les dates 1852 et 2022 figurent en bas à droite. L’anneau extérieur de la pièce comporte les douze étoiles du drapeau européen. |                  |
| Graveur : Annalisa Masini                                                  | \| Gravure sur la tranche : \| Date : \| Tirage : \| \| \| janvier 2022 \| 3 000 000 pièces \| |                  |
| Gravure sur la tranche :                                                   | Date : | Tirage :         |
|                                                                            | janvier 2022 | 3 000 000 pièces |

| 2022 | |                  |
| 30e anniversaire de la mort des juges Giovanni Falcone et Paolo Borsellino, respectivement le 23 mai 1992 à Capaci et le 19 juillet 1992 à Palerme | |                  |
| | Portraits des deux juges italiens Giovanni Falcone et Paolo Borsellino, inspirés d’une photo de Tony Gentile. Au dessus, l'inscription FALCONE – BORSELLINO en arc de cercle. En dessous, les dates 1992 et 2022, séparées par le monogramme RI, acronyme de la République italienne. L’anneau extérieur de la pièce comporte les douze étoiles du drapeau européen. |                  |
| Graveur : Valerio de Seta | \| Gravure sur la tranche : \| Date : \| Tirage : \| \| \| janvier 2022 \| 3 000 000 pièces \| |                  |
| Gravure sur la tranche : | Date : | Tirage :         |
| | janvier 2022 | 3 000 000 pièces |

| 2022                                                | |
| 35e anniversaire du programme Erasmus, créé en 1987 | |
|                                                     | Tous les pays de l'Union européenne utilisant l'euro émettent une pièce de 2 euros commémorative pour le 35e anniversaire du programme Erasmus. Le philosophe, humaniste et théologien néerlandais Érasme écrivant, d'après le tableau Desiderius Erasmus de Hans Holbein le Jeune, entouré d'une série de lien formant des étoiles et le nombre 35. Sur son flanc, les années 1987-2022 et les mots ERASMUS PROGRAMME. Devant sa poitrine, la mention du pays émetteur RI. L'anneau externe de la pièce comporte les douze étoiles du drapeau européen. |
| Graveur : Joaquin Jimenez                           | \| Gravure sur la tranche : \| Tirage : \| \| \| 3 millions de pièces \| |
| Gravure sur la tranche :                            | Tirage : |
|                                                     | 3 millions de pièces |

| 2023                                     | |                  |
| Centenaire de l'armée de l'air italienne | |                  |
|                                          | Le dessin reproduit le logo du centenaire de l’armée de l’air. Du côté gauche du dessin figure la lettre «R», qui désigne la Monnaie de Rome; dans la partie supérieure figure l’acronyme «RI», qui désigne la République italienne; dans la partie inférieure figure l’inscription en forme d’arc de cercle «AERONAUTICA MILITARE» |                  |
| Graveur : Valerio de Seta                | \| Gravure sur la tranche : \| Date : \| Tirage : \| \| \| 15 mars 2023 \| 3 000 000 pièces \| |                  |
| Gravure sur la tranche :                 | Date : | Tirage :         |
|                                          | 15 mars 2023 | 3 000 000 pièces |

| 2023                                               | |                  |
| 150e anniversaire de la mort de Alessandro Manzoni | |                  |
|                                                    | Le dessin représente un portrait en buste d’Alessandro Manzoni, inspiré par l'image de l’écrivain italien qui figure sur le billet de 100 000 lires émis en 1967. À gauche se trouvent l'acronyme «RI», pour la République italienne, les dates «1873-2023», soit respectivement l’année de la mort de l’écrivain et le millésime de la pièce, et l’inscription en arc de cercle «ALESSANDRO MANZONI». |                  |
| Graveur : Antonio Vecchio                          | \| Gravure sur la tranche : \| Date : \| Tirage : \| \| \| 15 mai 2023 \| 3 000 000 pièces \| |                  |
| Gravure sur la tranche :                           | Date : | Tirage :         |
|                                                    | 15 mai 2023 | 3 000 000 pièces |

| 2024                                                       | |                  |
| 250e anniversaire de la fondation de la Garde des finances | |                  |
|                                                            | Le dessin représente, au centre, une version stylisée du blason de la Garde des finances : il symbolise le concept de sécurité et offre, pour célébrer le passé, une vision de l’avenir du rôle de la Garde des finances, combinée avec les années à venir et les défis auxquels celle-ci continuera de faire face. Cet emblème comprend différents éléments: la montagne, la mer et le ciel, qui sont les milieux naturels dans lesquels la Garde exerce ses activités; le griffon, animal mythologique qui, selon la légende, protège le Trésor, représenté par le coffre de l’État, et la couronne tourelée. Dans la partie supérieure, en demi-cercle, l’inscription «GUARDIA DI FINANZA». Dans la partie inférieure, les dates «1774-2024», année de la création de la Garde des finances et année d’émission de la pièce. |                  |
| Graveur : Marta Bonifacio                                  | \| Gravure sur la tranche : \| Date : \| Tirage : \| \| \| 12 mars 2024 \| 3 000 000 pièces \| |                  |
| Gravure sur la tranche :                                   | Date : | Tirage :         |
|                                                            | 12 mars 2024 | 3 000 000 pièces |

| 2024                                                        | |                  |
| Rita Levi-Montalcini, prix Nobel de physiologie ou médecine | |                  |
|                                                             | Le dessin représente, au premier plan, un portrait en buste de Rita Levi-Montalcini, inspiré d’une photographie de Manuela Fabbri; en arrière-plan, tiré d’une médaille dessinée par Gino Levi-Montalcini, frère de la célèbre scientifique, un microscope dont le pied est en forme de fer à cheval, comme un porte-bonheur pour l'attribution du prix Nobel de médecine, en 1986. En haut, l’inscription en arc de cercle «RITA LEVI-MONTALCINI» |                  |
| Graveur : Silvia Petrassi                                   | \| Gravure sur la tranche : \| Date : \| Tirage : \| \| \| 22 avril 2024 \| 3 000 000 pièces \| |                  |
| Gravure sur la tranche :                                    | Date : | Tirage :         |
|                                                             | 22 avril 2024 | 3 000 000 pièces |

## Pièces de collection
L'Italie émet également des pièces de collection qui ne peuvent être utilisées dans les autres pays.